# Toe cleavage

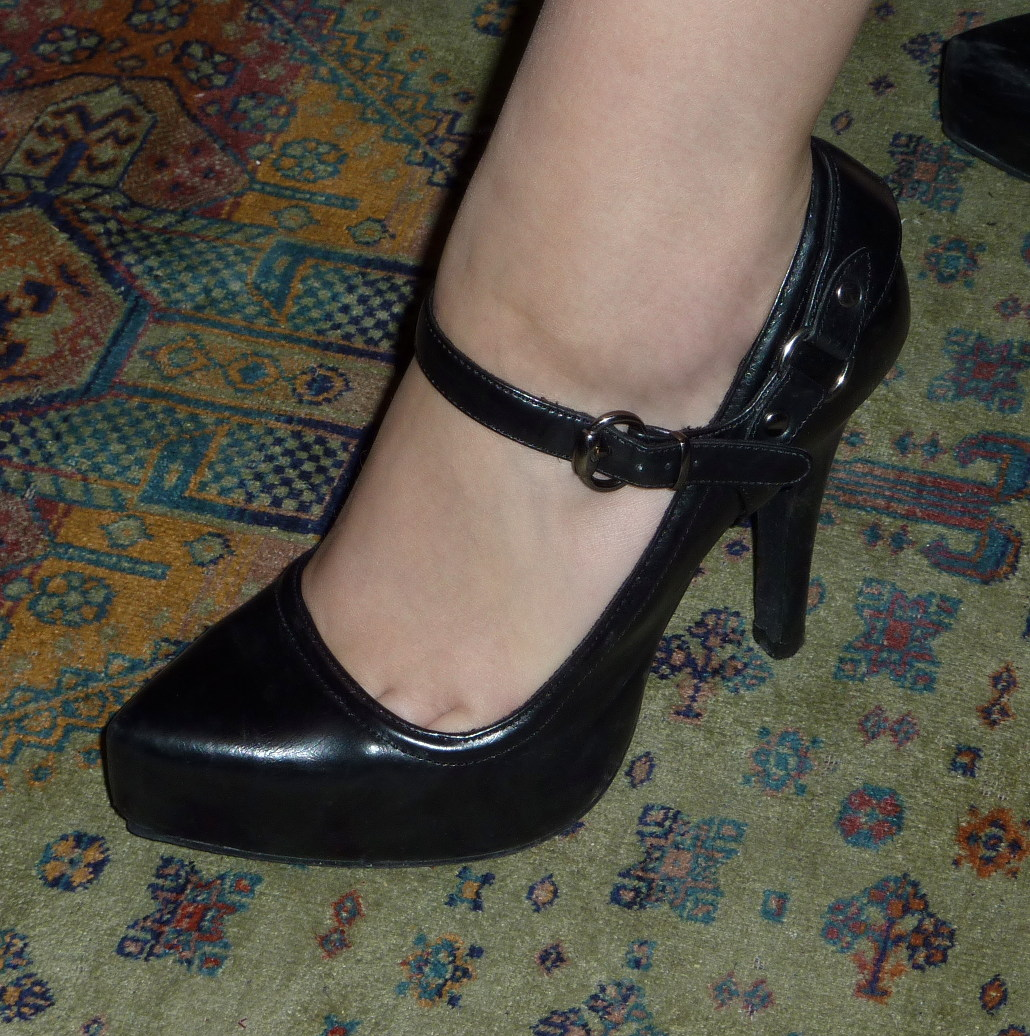
Toe cleavage.

Le toe cleavage (littéralement « décolleté des orteils ») est une expression anglophone désignant l'exposition partielle des orteils d'une femme à partir de l'empeigne de la chaussure. Cette expression est créditée pour la première fois par Alison Wood.
Le toe cleavage est considéré comme un style de mode par des couturières telles que Susan Conterno, du magazine FAMOUS. Manolo Blahnik lui-même explique que « le secret du toe cleavage est une fonction importante dans la sensualité de la chaussure. » Le designer Christian Louboutin possède un point-de-vue plus provocant du toe cleavage et explique que « le fait est que, c'est plus provoquant de montrer une partie des orteils plutôt que de les montrer entièrement comme en portant des sandales. En tongs, vous voyez tout mais ce n'est en rien sexy. »
L'aspect sensuel du toe cleavage provient de jeux sensuels. La dominatrice Claudia Varrin utilise le toe cleavage pour divertir un fétichiste du pied. La marque Frederick's of Hollywood décrit la chaussure ouverte comme « sexuellement suggestive » grâce au toe cleavage.